# Nichtmetalloxide
Als Nichtmetalloxide bezeichnet man chemische Verbindungen aus einem Nichtmetall und Sauerstoff.

## Herstellung
Viele Nichtmetalle reagieren sehr leicht und auch heftig mit Sauerstoff (zum Beispiel Schwefel oder Phosphor), andere wieder nur unter bestimmten Voraussetzungen (zum Beispiel Chlor) und einige auch gar nicht (zum Beispiel Helium).

## Eigenschaften
Die meisten Nichtmetalloxide bilden mit Wasser Säuren. So entsteht beispielsweise aus Schwefeldioxid und Wasser die Schweflige Säure. Deshalb nennt man sie auch saure Oxide oder Säureanhydride. Sie neutralisieren Basen. Alle Nichtmetalloxide enthalten Sauerstoff in einer überwiegend kovalenten Bindung. Die Koordinationszahl des Sauerstoffs in kovalenten Oxiden variiert zwischen 1 und 3.

## Auflistung der Nichtmetalloxide
Die folgende Liste führt neben den jeweiligen, nichtmetallischen chemischen Elementen die geläufigsten Oxide an.
| Nichtmetall | Nichtmetalloxide                      |
| ----------- | ------------------------------------- |
| Wasserstoff | Wasser, Wasserstoffperoxid            |
| Schwefel    | Schwefeldioxid, Schwefeltrioxid       |
| Phosphor    | Phosphorpentoxid                      |
| Kohlenstoff | Kohlenstoffmonoxid, Kohlenstoffdioxid |
| Stickstoff  | siehe Stickstoffoxide                 |
| Halogene    | siehe Halogenoxide                    |